# Chris de Wagt
Christiaan (Chris) de Wagt (Sneek, 17 mei 1985 – aldaar, 19 januari 2020) was een Nederlands voetballer.

## Loopbaan
De Wagt begon bij VV Sneek en doorliep de gehele jeugdopleiding van Cambuur. Hij tekende in maart 2006 een contract dat hem tot de zomer van 2008 in Leeuwarden hield en tekende in april 2008 een nieuw contract bij Cambuur, dat liep tot 2010. Door gebrek aan speeltijd koos De Wagt ervoor om in de winterstop van het seizoen 2009-2010 op huurbasis te vertrekken naar FC Oss. In 2010 beëindigde hij zijn profloopbaan en verkaste hij naar ONS Sneek. Hij speelde zes seizoenen voor de amateurvereniging en werd in 2013 met het team kampioen in de Hoofdklasse.
Vanaf het seizoen 2015-2016 was hij hoofdtrainer van Olyphia. Hij werd daarbij geassisteerd door Ronny Venema. Eind december 2015 verlengde De Wagt zijn contract bij Olyphia met één seizoen. In 2017 werd hij op parttimebasis jeugdtrainer bij sc Heerenveen. Na een kampioenschap met het belofteteam kreeg hij in 2018 een fulltime aanstelling.
In de zomer van 2018 werd botkanker bij hem geconstateerd. Na een uitvoerig traject van behandelingen, bleek hij eind 2019 uitbehandeld. In januari 2020 overleed Chris de Wagt aan de gevolgen van de ziekte.

## Carrière
| Seizoen | Club                  | Wedstrijden | Doelpunten | Competitie     |
| ------- | --------------------- | ----------- | ---------- | -------------- |
| 2005/06 | Cambuur Leeuwarden    | 30          | 3          | Eerste divisie |
| 2006/07 | Cambuur Leeuwarden    | 34          | 4          | Eerste divisie |
| 2007/08 | SC Cambuur Leeuwarden | 27          | 4          | Eerste divisie |
| 2008/09 | SC Cambuur Leeuwarden | 0           | 0          | Eerste divisie |
| 2009/10 | SC Cambuur            | 10          | 0          | Eerste divisie |
| 2009/10 | FC Oss                | 14          | 1          | Eerste divisie |
| Totaal  |                       | 114         | 12         |                |

Bijgewerkt t/m 30 mei 2010